# Afonso Cunha (poeta)
Afonso Cunha foi um poeta de Caxias, Maranhão, em homenagem a quem foi criado o município de Afonso Cunha.
Poeta, jornalista, advogado, político. Afonso Cunha foi um poeta amigo da família Bacelar, que foi influente na política de Coelho Neto (Maranhão). A família Bacelar propôs a criação do município de Afonso Cunha em homenagem ao poeta.

## Vida[2]
Informações sobre o escritor
- Nome completo: Afonso Cunha

- Nascimento: 1895 - Caxias, MA

- Morte: 1947 - São Luís, MA